# 薬剤給付管理
アメリカ合衆国の医療における薬剤給付管理（やくざいきゅうふかんり、Pharmacy Benefit Management 、PBM）とは、第三者機関（TPA）による処方薬の適正管理プログラムのこと。PBM会社は医薬品の給付請求に対して、支給および支払の中心的責務を持つ。PBM会社はそれぞれ推奨医薬品リスト（薬局方、formulary）を作成・管理しており、それに基づいて医薬品会社への契約、交渉、値引きがなされる。
今日では、米国で処方される2.1万件の薬剤についてPBMがなされている。フォーチューン500企業および公的保険（メディケアD）で支給される処方薬の大部分がPBM管理されている。

## 主な会社
米国では、処方薬の支出の大部分はおよそ60社のPBM会社によって管理されており、連邦取引委員会(FTC)はPBM市場の競争状況を「激戦（vigorous）」とみなしている。
2012年の5大PBM会社は以下になる。
1. Express Scripts ( Medco Health Solutionsを買収した);
2. CVSヘルス
3. Prime Therapeutics ( Blue Cross Blue Shield が運営する）
4. ユナイテッド・ヘルス / OptumRx;[3]
5. Catamaran Corporation (SXC + Catalyst).[4][5]